# تلمبه ابراهیم (کرمان)
تلمبه ابراهیم یک منطقهٔ مسکونی در ایران است که در دهستان اختیارآباد واقع شده‌است.